# Colonia Sola

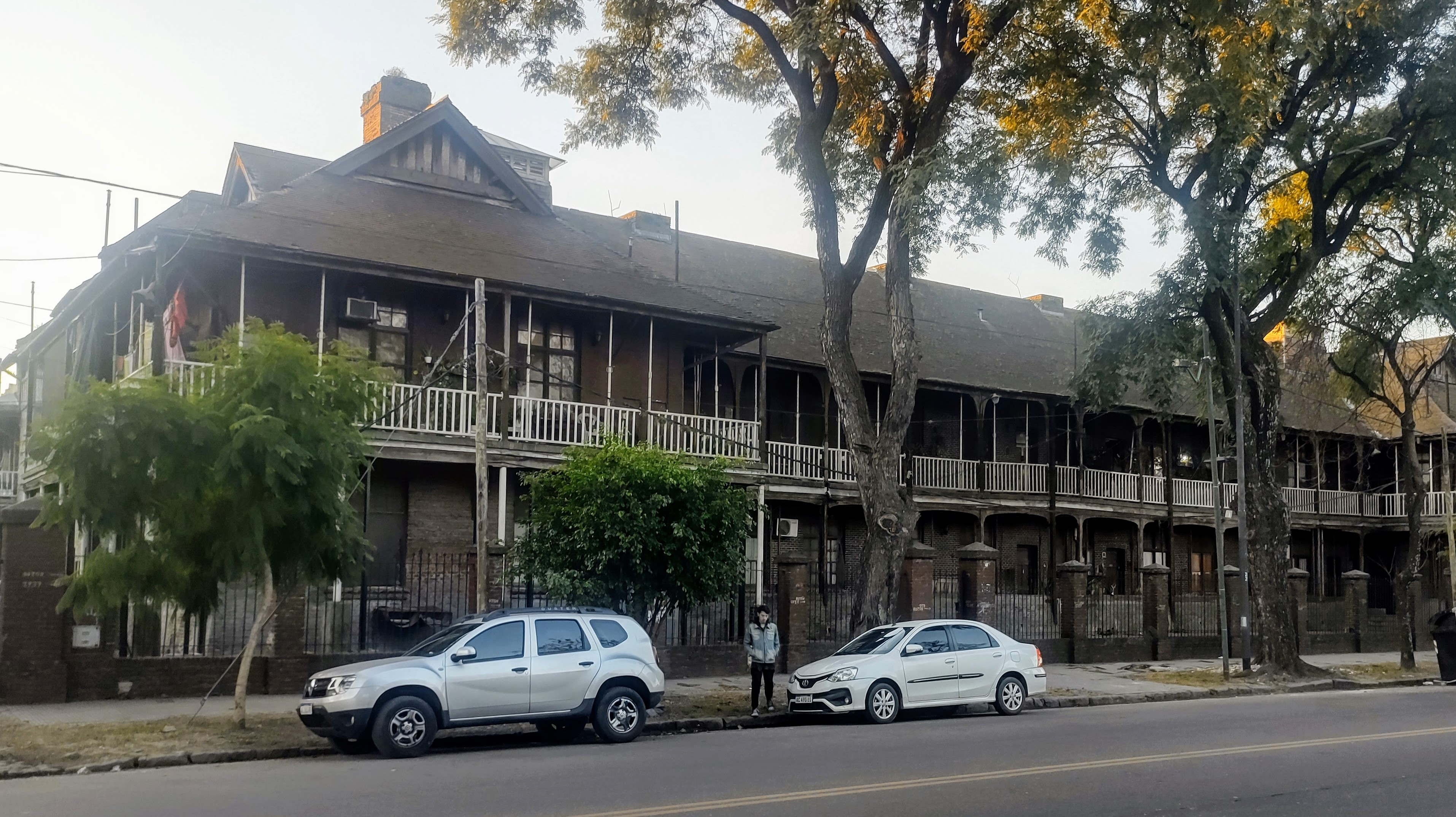
Barrio Colonia Sola, vista del frente.

Colonia Sola es un conjunto habitacional de estilo inglés construido a fines del siglo XIX para los trabajadores del Ferrocarril del Sud. Ubicado en el barrio de Barracas en la ciudad de Buenos Aires, Argentina, es Patrimonio Histórico de esta ciudad.

## Historia y descripción

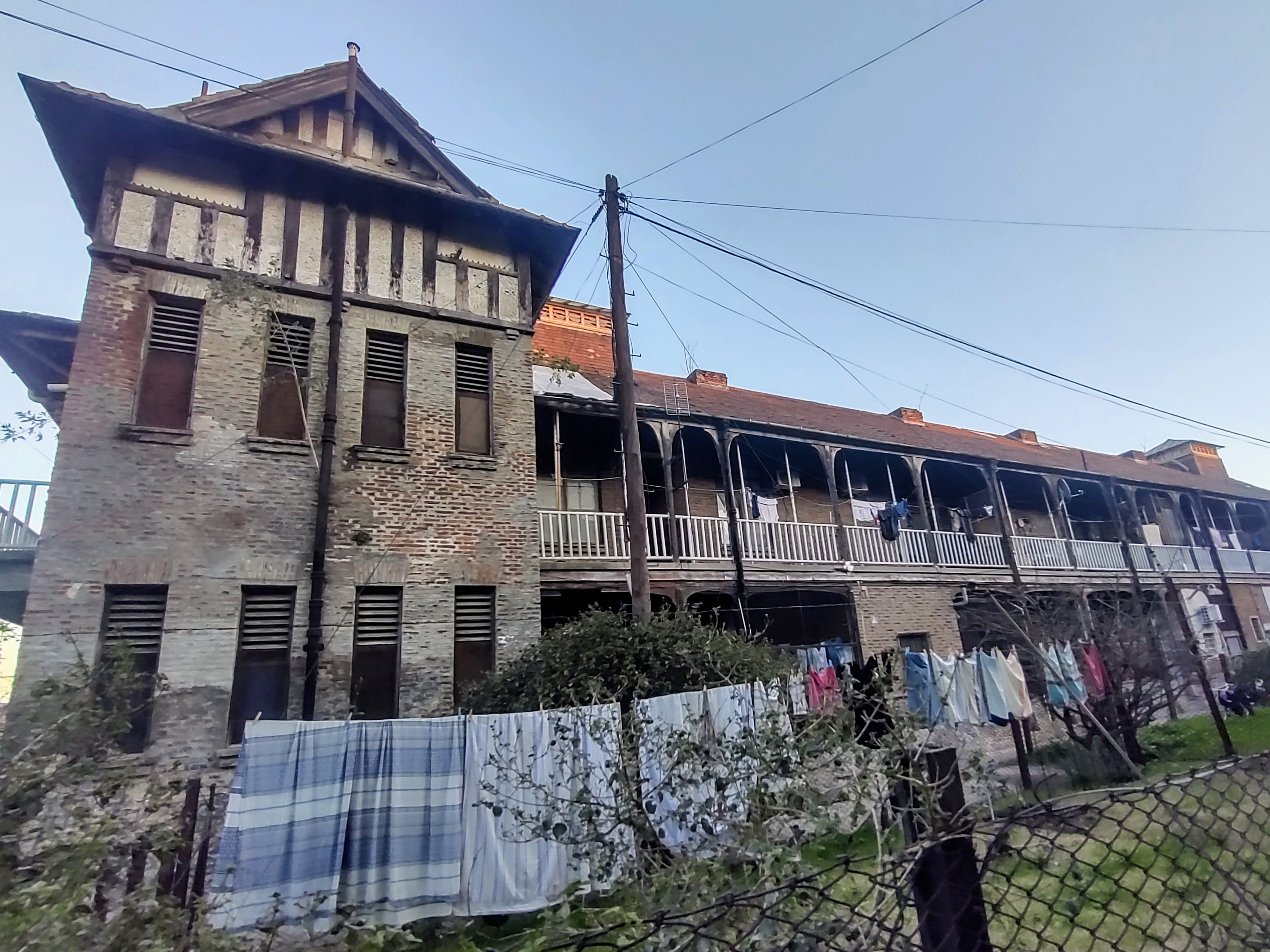

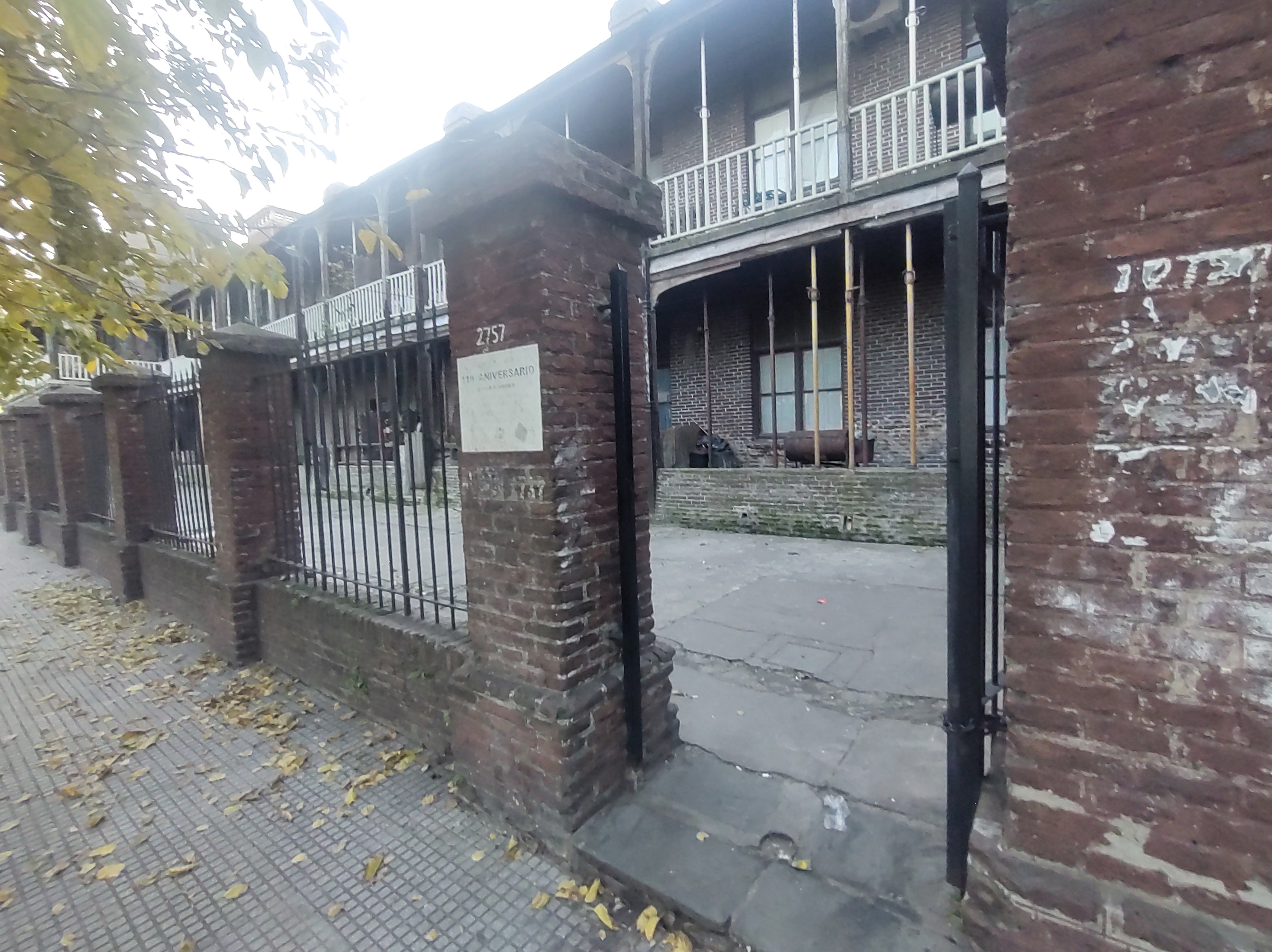

George Drabble, presidente del Banco de Londres y Río de la Plata, impulsó la ejecución de la Colonia Sola, que debe su nombre a la antigua estación de cargas lindante, que antiguamente pertenecía al Ferrocarril del Sud, luego al Ferrocarril General Roca y actualmente abandonada. La entrada principal al conglomerado urbano, finalizado en 1889, se halla por la avenida Australia al 2700. La zona, al momento de su construcción, era industrial pujante, y en la colonia vivían trabajadores del ferrocarril.
Las 71 viviendas de ladrillo rojo poseen características británicas, representativas de la tradición funcionalista de Liverpool, como techos a dos aguas, falsos "pan de bois" que imitan la construcción británica con entramados de madera y relleno de material; y galerías perimetrales. Hoy día son habitadas principalmente por los descendientes de los que fueron trabajadores del ferrocarril lindante. Con más de 8000 m², el conjunto se compone de cuatro pabellones y está organizado en bloques paralelos a la avenida y a las vías del ferrocarril, con una calle central comunitaria.
Mediante la Ley 2447, del 20 de septiembre de 2007, la zona fue incluida en el Casco Histórico de la Ciudad y el Código de Planificación Urbana en vigencia reconoce a Colonia Sola como la APH 009 (Área de Protección Histórica), lo que le concede protección estructural, es decir, resguardo a los valores tipológicos, ambientales y simbólicos que posee. No obstante, el conglomerado urbano enfrenta graves problemas estructurales y, a lo largo del tiempo, ha sufrido un deterioro considerable. Aunque diversos gobiernos han manifestado la intención de restaurar Colonia Sola, las restricciones impuestas por su estatus patrimonial han complicado la realización de obras significativas.
La ley 459, sancionada en 2000, tenía como objetivo la subdivisión en propiedad horizontal y la rehabilitación integral del conjunto habitacional. Sin embargo, estos objetivos no se han cumplido adecuadamente. Algunos residentes han denunciado el incumplimiento de esta ley y el peligro de derrumbe, presentando incluso un amparo contra el Gobierno de la Ciudad. En respuesta, el Gobierno de la Ciudad ha anunciado planes para llevar a cabo trabajos emergentes y de mantenimiento en las áreas más críticas. Además, se han ofrecido créditos hipotecarios a los habitantes para regularizar la propiedad y se ha iniciado un proceso licitatorio para realizar las reparaciones necesarias. Sin embargo, los avances han sido lentos y las condiciones siguen siendo precarias para las familias que viven en Colonia Sola.